# ふらり火

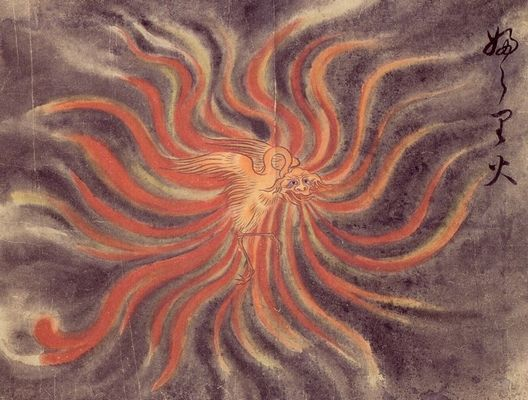
佐脇嵩之『百怪図巻』より「ふらり火」

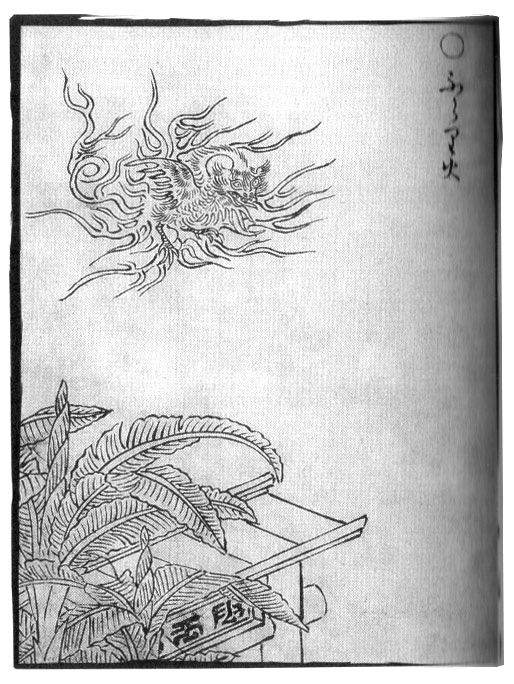
鳥山石燕『画図百鬼夜行』より「ふらり火」

ふらり火（ふらりび）は、鳥山石燕の『画図百鬼夜行』、佐脇嵩之の『百怪図巻』、作者不詳の『化物づくし』などの日本の古典の妖怪画にある火の妖怪。

## 概要
『百怪図巻』『化物づくし』などには、犬のような顔をした鳥が炎に包まれた姿で描かれている。『画図百鬼夜行』による画も炎に包まれた鳥だが、こちらの顔はインド神話の迦楼羅を思わせる。
解説文がないためにどのような妖怪かは不明だが、火の化身であり、供養をされなかった死者の霊魂が現世をさまよった末、このような姿に成り果てたとする説がある。

## 類話
ふらり火の類話として、富山県富山市磯部町の神通川流域の磯部堤で明治初期まで現れていた「ぶらり火」の伝説がある。
天正年間。富山城主の佐々成政に早百合という妾がいた。早百合は大変美しく、成政から寵愛をうけていたため、奥女中たちから疎まれていた。あるとき、奥女中たちは早百合が成政以外の男と密通していると讒言した。成政はこれを真に受け、愛憎のあまり早百合を殺し、磯部堤で木に吊り下げてバラバラに切り裂いた。さらには早百合の一族までも同罪として処刑されることになった。無実の罪で殺されることになった一族計18人は、成政を呪いつつ死んでいった。
以来、毎晩のようにこの地には「ぶらり火」または「早百合火」と呼ばれる怪火が現れ、「早百合、早百合」と声をかけると、女の生首が髪を振り乱しながら怨めしそうに現れたという。また佐々氏は後に豊臣秀吉に敗れるが、これも早百合の怨霊の仕業と伝えられている。